# Semana Santa en Benavente
La Semana Santa de Benavente, provincia de Zamora, España, es una manifestación de religiosidad popular católica que conmemora la Pasión, Muerte y Resurrección de Cristo en los días que anteceden a la Pascua. 
Como en muchos otros lugares de Castilla y León, la Semana Santa se caracteriza por la sobriedad. Su imaginería viene a ser un compendio de las diferentes etapas históricas y gustos estéticos por los que ha discurrido la celebración a lo largo de su historia.
Se celebran diversas procesiones a lo largo de la semana aunque hay que decir que faltan varios pasos que han sido destruidos y también se han dejado de celebrar algunas procesiones. 
Tras varios años de trámites se inauguró el Museo de Semana Santa de Benavente en la ermita de la Soledad en marzo de 2012.

## Cofradías
En Benavente existen seis cofradías: Santa Vera Cruz, Santo Entierro, Jesús Nazareno, Damas de la Luz y la Soledad, Silencio y Entrada Triunfal. Organizan las procesiones que salen de Domingo de Ramos a Domingo de Resurrección. 

### Santa Vera Cruz
Historia
En la predicación y difusión de las devociones de la Pasión van a destacar las órdenes mendicantes, especialmente los franciscanos asentados en la villa desde el siglo XIII, que difunden las devociones y el culto a la Pasión de Cristo, a ellos se debe pues la fundación de las primeras cofradías penitenciales.
Entre ellas la Cofradía de la Cruz o Vera Cruz, que en lo antiguo hacía su función con disciplinantes el Jueves Santo, y en la que no podían obtener oficio los plebeyos.
En los siglos XV y XVI, surge la necesidad de ofrecer al pueblo una visión sencilla de la religión, acercando al vulgo las esferas de lo divino y lo humano, facilitando así comprensión de los misterios de la Fe. Se hace también sublimación del dolor y la penitencia como medida de salvación.
Así, la Cofradía de la Vera cruz tiene sus antecedentes en el culto a la advocación de la Cruz, siendo sus funciones principales la invención y exaltación de la Cruz, que se celebraban dependiendo del año. Otra de sus funciones era la conmemoración del Jueves Santo con una procesión de disciplina, lo cual esta suficientemente documentado desde 1602.
En la actualidad sigue desfilando este día.
Hábito
Túnica y caperuzo de color morado. Llevan guantes y zapatos negros. Portan varas metálicas con el emblema de la cofradía en la parte alta.

### Santo Entierro
Historia
Tiene su origen en el siglo XVII, con el objetivo de ser verdaderos católicos, el de solemnizar con toda devoción y solemnidad posible el Aniversario del Santo Entierro de Nuestro Señor Jesucristo. A este fin se celebrará una solemne procesión que saldrá de la citada iglesia el día de Viernes Santo a la hora que designen los Señores Cofrades. 
Así se sigue haciendo en la actualidad, salen en procesión el Viernes Santo, Domingo de Ramos, Domingo de Resurrección, y colaboran en la procesión del Martes Santo.
Hábito
Túnica y caperuzo de color negro. Llevan guantes y zapatos negros. Portan varas metálicas con el emblema de la cofradía en la parte alta.

### Damas de la Luz y la Soledad
Historia
Se fundó en 1998 en Asamblea General la recuperación de las Damas de la Luz y la Soledad, como una sección de las Cofradías de la Santa Vera Cruz y el Santo Entierro. Tiene sede en la iglesia de Santa María. 
Hábito
Traje de color negro, con una capa del mismo color. Llevan guantes y zapatos negros. Portan una vela.
Sede de Santa Vera Cruz, Santo Entierro y Damas de la Luz y la Soledad 
Tienen sede en la ermita de la Soledad.
Pasos de Santa Vera Cruz, Santo Entierro y Damas de la Luz y la Soledad
- La Borriquilla
- La Verónica
- El Calvario
- El Cristo de los Afligidos
- Jesús Yacente
- La Virgen de las Angustias
- La Piedad (siglo XV)
- La Piedad (1718)
- Jesús Resucitado
- La Santa Cruz
- La Oración en el Huerto
- Jesús llevando la Cruz
- El Ecce Homo
- El Judío del Clavo o La Desnudez
- La Soledad

### Jesús Nazareno
Historia
Tuvo su fundación en 1604. El fin primordial de la Cofradía de Jesús Nazareno era hacer una procesión el Viernes Santo de amanecida, imitando los pasos dados por Jesucristo en su Pasión, los cofrades vestidos de nazarenos y cargados con una cruz a cuestas y los pies desnudos guiaban sus pasos hasta el Calvario haciendo oración en cada una de sus estaciones. Esta procesión y sus imágenes suscitó gran devoción entre el pueblo. 
Pasos
- Jesús Nazareno
- La Dolorosa

Procesiones
- Viernes Santo, por la mañana

Sede
Tiene sede en la iglesia de Santa María del Azogue.
Hábito
Túnica de color morada y caperuzo de color amarillo. Llevan guantes y zapatos negros. Portan varas metálicas con el emblema de la cofradía en la parte alta.

### Cofradía del Silencio
Historia
Los orígenes de la Cofradía del Silencio o Santísimo Cristo de la Salud datan de 1943, momento en que veinticuatro caballeros se reúnen y acuerdan crear la Hermandad. Era el objeto de la nueva cofradía el fomentar y contribuir al mayor esplendor de la Semana Santa benaventana. 
Pasos
- Jesús Flagelado
- Cristo de la Salud

Procesiones
- Miércoles Santo por la noche
- Colaboran en la procesión del Viernes por la tarde

Sede
Tiene sede en la iglesia de Santa María del Carmen de Renueva.
Hábito
Túnica de color blanco y caperuzo de color rojo. Llevan guantes blancos y zapatos negros. Portan varas metálicas con el emblema de la cofradía en la parte alta.

### Jesús en su entrada triunfal en Jerusalén
Historia
Se creó en el año 2004-2005, para potenciar la procesión del Domingo de Ramos.
Hábito
Túnica de color blanco. Llevan guantes blancos y zapatos negros. Portan palmas.

## Pasos
Benavente posee una veintena de pasos que muestran las diferentes escenas de la pasión. Unos se encuentran en la ermita de la Soledad, ahora Museo de Semana Santa, y otros en varias iglesias de la localidad.

### Imágenes y autores
Importantes imagineros como José Luis Coomonte, Pío Mollar o Ramón Álvarez firman la autoría de los pasos benaventanos. Junto a varias tallas anónimas del Gótico y del Barroco hay que sumar imágenes de taller adquiridas en el siglo XIX y XX. 
- La Borriquilla (Talleres de Olot, 1943)
- La Verónica (Talleres Calderot, 1953)
- Jesús llevando la Cruz (Anónimo, mediados del siglo XIX)
- La Soledad (Anónimo siglo XIX)
- La Santa Cruz (José Guerra, principios del siglo XX)
- El judío del Clavo o La Desnudez (Ramón Álvarez, 1902)
- La Oración en el Huerto (Pío Mollar, 1930)
- El Ecce Homo (Anónimo, siglo XVI)
- El Calvario (Casa Bocacha, 1941)
- El Cristo de los Afligidos (Anónimo, siglo XIV)
- La Piedad (Anónimo, siglo XV)
- La Piedad (Anónimo, 1718)
- Jesús Yacente (Pío Mollar, 1930)
- La Dolorosa (Pío Mollar, 1928)
- Jesús de Nazareno (Anónimo, siglo XVII)
- La Virgen y San Juan (Ricardo Flecha, 1994)
- La Virgen de las Angustias (Anónimo, siglo XIX)
- Jesús Flagelado (José Luis Coomonte, 1959)
- Cristo de la Salud (Anónimo, siglo XVI)
- Jesús Resucitado (Taller de imaginería Calderot de Madrid, 1950)
- Algunos de los pasos desaparecidos como La Sentencia, y otros que no se sacan en procesión como: Cristo de Marfil, la Piedad...

para ver fotografías de los pasos véase la web de la Junta Pro Semana Santa

### Mayordomos de los pasos
- Jesús en la Borriquilla - Pedro Gabriel Fernández
- La Oración en el Huerto - Los hermanos Santiago y Carlos Voces Estévez
- Ecce Homo - Carlos Colmenar Carro
- El Judío del Clavo - La Desnudez - José Antonio Rodríguez Rodríguez
- Jesús Nazareno - Jesús llevando la Cruz - José Luis Jiménez Álvarez
- La Verónica - José Antonio Martínez Lucio
- Santísimo Cristo de los Afligidos - Ramón Viejo Valverde
- Grupo escultórico El Calvario - Manuel Lozano Gutiérrez
- Virgen de la Soledad - Manuel de la Huerga Escudero
- La Santa Cruz - Felipe González Canseco
- La Virgen y San Juan ante el sepulcro - José Mª y Juan Esguevillas (Padre e hijo)
- Cristo Yacente - Domingo Alonso Chimeno
- Virgen de las Angustias - Isidoro Blanco
- Crito Resucitado - Ángel Luis López González y Felipe Moro

## Procesiones
- Viernes de Dolores

A las 19.30, en la iglesia de Santa María la Mayor, Misa para todos los hermanos y hermanas con la bendición de las medallas a las Damas de la Luz y la Soledad.
A las 20.00, Ronda Lírico Pasional con la intervención de la Asociación Amigos de la Capa de Benavente, acompañados por las Damas de la Luz y de la Soledad, representantes de las diversas cofradías, miembros de la Junta Pro Semana Santa y público en general. La concentración y salida es desde la iglesia de Santa María la Mayor y finaliza en el Hospital de la Piedad. La Rondava acompañada de Banda de Música y en cada estación se da lectura a un breve relato y composición poética referente a la Pasión.
Estación primera: portada Sur de la iglesia de Santa María la Mayor
Estación segunda: corrillo de San Nicolás
Estación tercera: iglesia de San Juan del Mercado
Estación cuarta: escalinatas Plaza del Grano
Estación quinta: hospital de la Piedad en que se finalizará con un gran concierto de música de cámara.
- Sábado de Dolores

A las 20.00, en la iglesia de San Juan del Mercado, Misa por todos los Hermanos difuntos de las Cofradías de Santo Entierro y Santa Vera Cruz. A la finalización se procederá a la imposición de medallas a los nuevos cofrades.
- Domingo de Ramos. Procesión de las palmas.

*COFRADIA: Nuestro Padre Jesús a su entrada en Jerusalén. *PASO: Jesús en la Borriquilla. *HORARIO: 11:15. *ITINERARIO: Pz. de la Ermita, Sta. Cruz, Pz. del Grano, La Rúa, Pz. Sta. María.
- Martes Santo. Procesión de las Tinieblas.

*COFRADIA: Santa Vera Cruz, Santo Entierro. Damas de la Luz y Soledad. *PASOS: La Verónica, Jesús con la Cruz a cuestas, Cristo Yacente, Virgen de le Soledad y Virgen de las Angustias. *HORARIO: 21:00. *ITINERARIO: partiendo desde la ermita de la Soledad, plaza de la Soledad, calle Santa Cruz, calle Encomienda, Plaza Mayor en la que la Virgen de la Soledad realiza una genuflexión a la Imagen de Jesús con la Cruz, posteriormente la procesión se divide en dos, la Imagen de Jesús con la Cruz a cuestas y la imagen de la Soledad irán hacia la Iglesia de San Juan, continuando el resto de la Procesión por calle Cortes Leonesas, calle Herreros, finalizando en la iglesia de Santa María La Mayor.
- Miércoles Santo. Procesión del Silencio.

*COFRADÍA: del Silencio. *PASOS: Nuestro Señor Flagelado y Santísimo Cristo de la Salud. *HORARIO: 21:45. *ITINERARIO: partiendo de la Iglesia de la Virgen del Carmen, Calle Ancha, Corrillo de Renueva, calle Cervantes, Calle Santa Cruz, Calle Encomienda, Plaza Mayor, Calle Carnicerías, Corrillo San Nicolás, Calle Zamora, Corrillo de Renueva, Calle Ancha. Finalizando en la misma Iglesia.
- Jueves Santo. Procesión de la Santa Vera Cruz.

*COFRADIA: Santa Vera Cruz. *PASOS: La Santa Cruz, La Oración en el Huerto, Jesús del Nazareno, Ecce Homo, La Desnudez y La Virgen de la Soledad. *HORARIO: 20:30. *ITINERARIO: Partiendo de la Iglesia de San Juan del Mercado, recorre Corrillo del Hospital, Calle los Herreros, Plaza de la Madera, Calle Santi spiritu, Plaza Juan Carlos I Plaza Sta. María, Calle la Rúa, Corrillo de San Nicolás, Calle Santa Cruz, finalizando en la Pl. de San Francisco.
- Viernes Santo:

*1. Procesión de Jesús Nazareno.
*COFRADIA: Jesús Nazareno. *PASOS: La Dolorosa y Jesús Nazareno. *HORARIO: 07:45. *ITINERARIO: Desde la Iglesia de Sta. María de Azogue. Por la C/los Herreros la Dolorosa y por la C/ la Rúa y las Carnicerías Jesús Nazareno hasta la Plaza Mayor, donde se harán las ceremonias de Venia y Encuentro, continuando por C/ Encomienda, Pz. S. Juan, del Hospital de San Juan, los Herreros, terminando en la Iglesia de Sta. María.
*2. Magna Procesión del Santo Entierro.
*COFRADIA: Santo Entierro. *PASOS: La Verónica, Nuestro Señor Flageado, Santísimo Cristo de la Salud, Jesús Nazareno, El Calvario, Santísimo Cristo de los Afligidos, Cristo Yacente, San Juan y la Virgen ante el Sepulcro, La Dolorosa y Santísima Virgen de las Angustias. *HORARIO: 20:00. *ITINERARIO: Partiendo de la Puerta Oeste de la Iglesia de Santa María La Mayor por: Plaza de la Madera, Calle Sancti Spiritus, Plaza Juan Carlos I, Calle Doctor García Muñoz, Plaza Santa María, Calle la Rúa, Corrillo de San Nicolás, Calle Carnicerías, Plaza Mayor, Calle de las Cortes Leonesas, Calle los Herreros, Plaza de Santa María, Plaza de la Madera y como finalización de la misma en la Iglesia de Santa María la Mayor en su puerta Oeste.
- Domingo de Resurrección. Procesión del Resucitado.

*COFRADIA: Santo Entierro. *PASOS: Santísima Virgen y Cristo Resucitado. *HORARIO: 12:00. *ITINERARIO: Sta. María la Mayor, La Rúa, C/ de las Carnicerías, Pz. Mayor donde tendrá lugar el Encuentro, terminando en el Museo de Semana Santa.